# Terminalia crassifolia
Terminalia crassifolia är en tvåhjärtbladig växtart som beskrevs av Arthur Wallis Exell. Terminalia crassifolia ingår i släktet Terminalia och familjen Combretaceae. Inga underarter finns listade i Catalogue of Life.